# Памятник Айвазовскому (Ханкенди)
Памятник Ивану Айвазовскому в Ханкенди — демонтированный памятник русскому живописцу и графику, одному из самых известных маринистов XIX века, Ивану Айвазовскому. Был открыт 1 декабря 2021 года в городе Ханкенди (Степанакерт), де-юре расположенном в Азербайджане, а де-факто являвшимся на тот момент столицей непризнанной Нагорно-Карабахской Республики. Автором скульптуры является российский скульптор Салават Щербаков. Демонтаж памятника азербайджанскими властями после восстановления азербайджанского контроля над Ханкенди стал причиной очередного витка напряжённости в отношениях между Азербайджаном и Россией.

## Возведение памятника
Монумент был возведён в рамках проекта «Аллея российской славы», реализованного при участии дислоцированного после Второй карабахской войны в Карабахе российского миротворческого контингента. По словам скульптора Щербакова, созданный им монумент был посвящён не только Айвазовскому (уроженцу Крыма, армянину по происхождению, никогда в Карабахе не жившему), но и «связям, которые существуют у региона с армянским и мировым наследием». Согласно Министерству иностранных дел Азербайджана, установка памятника не согласовывалась с азербайджанскими властями и была расценена как проявление «неуважения со стороны России».

## Демонтаж памятника
Блокада армян Нагорного Карабаха со стороны Азербайджана и последовавшее в сентябре 2023 года военное наступление азербайджанских сил на контролируемый местными армянскими силами регион привели в конечном счете к полному исходу армянского населения из Нагорного Карабаха и последующему выводу российского миротворческого контингента из региона.
30 июля 2025 года, на фоне продолжающегося с июня 2025 года обострения отношений между Москвой и Баку, стало известно, что памятник Айвазовскому был демонтирован азербайджанскими властями. Специальный представитель президента России по международному культурному сотрудничеству Михаил Швыдкой назвал снос памятника «демонстративной недружественной акцией в отношении России». Официальный представитель МИД России Мария Захарова, после демонтажа памятника азербайджанскими властями, разместила в Telegram полотна Айвазовского, снабдив их подписью: «Где-то ликвидируют ему памятники, а я ликвидирую безграмотность тех, кто ни разу не видел его полотен».
Пресс-секретарь МИД Азербайджана Айхан Гаджизаде заявил, что установка памятника Айвазовскому в Ханкенди была осуществлена без разрешения азербайджанских властей и потому являлась незаконной. В связи с этим он охарактеризовал демонтаж скульптуры как «логичный, обоснованный и правомерный шаг».
Комментируя демонтаж монумента, его автор, российский скульптор Салават Щербаков назвал этот акт вандализмом и большой политической ошибкой. В свою очередь, искусствовед Михаил Миндлин, являющийся директором Центрального музея древнерусской культуры и искусства имени Андрея Рублева, призвал вернуть картину художника Ивана Айвазовского «Дорога в лесу» из Азербайджанского национального музея искусств в Россию. По мнению российского искусствоведа, есть риск, что произведение живописца могут уничтожить так же, как памятник. По словам члена Комитета по культуре Парламента Азербайджана Шахина Сеидзаде, к Айвазовскому в Азербайджане относятся с должным уважением, и его работам, представленным в Национальном музее искусств, ничего не угрожает. Заведующая отделом экспозиции музея Рафига Гулиева ещё в 2022 году заявляла, что наличие картины Айвазовского «Дорога в лесу» в музейной коллекции является предметом гордости для музея.

## Статьи
- Media battle erupts over karabakh toponyms as azerbaijan demolishes sculpture (англ.). Caucasuseatch.de.
- A Famous 19th-Century Russian Painter Is At The Center Of The Latest Tensions With Azerbaijan (англ.). eestieest.com.
- War of words after Azerbaijan demolishes Nagorno-Karabakh sculpture of Russian-Armenian painter (англ.). oc-media.org.